# Mark McGwire
Mark David McGwire (ur. 1 października 1963) – amerykański baseballista, który występował na pozycji pierwszobazowego przez 16 sezonów w Major League Baseball.

## Kariera zawodnicza
McGwire studiował na University of Southern California, gdzie w latach 1982–1984 grał w drużynie uniwersyteckiej USC Trojans. W czerwcu 1984 został wybrany w pierwszej rundzie draftu z numerem dziesiątym przez Oakland Athletics. W tym samym roku na igrzyskach olimpijskich wraz z reprezentacją Stanów Zjednoczonych zdobył srebrny medal. Debiut w MLB zaliczył 22 sierpnia 1986 w meczu przeciwko New York Yankees. W 1987 po raz pierwszy zagrał w All-Star Game, zdobył najwięcej home runów w MLB (49), uzyskał najlepszy wskaźnik slugging percentage (0,618) i został wybrany najlepszym debiutantem w American League.
W sezonie 1989 zagrał we wszystkich meczach World Series, w których Athletics pokonali San Francisco Giants 4–0; finały te znane są również pod nazwą Earthquake Series, z powodu trzęsienia ziemi o sile 7,1 w skali Richtera, które nastąpiło 17 października przed meczem numer trzy. W 1996 po raz drugi w karierze zwyciężył w klasyfikacji pod względem liczby zdobytych home runów. W lipcu 1997 w ramach wymiany zawodników przeszedł do St. Louis Cardinals.
W 1998 wraz z Sammy Sosą, występującym wówczas w Chicago Cubs, podjął próbę pobicia rekordu należącego do Rogera Marisa, który w 1961 zdobył 61 home runów. 8 września 1998 w meczu przeciwko Cubs McGwire zdobył 62. home runa w sezonie; Sosa do tego momentu zdobył ich 58. Rok później ponownie zdobył najwięcej home runów i zaliczył najwięcej RBI. W 2001 zakończył zawodniczą karierę. W 2010 przyznał się do zażywania niedozwolonych środków dopingujących w latach dziewięćdziesiątych.

## Późniejszy okres
W latach 2010–2012 był trenerem pałkarzy w St. Louis Cardinals, następnie pełnił tę funkcję w Los Angeles Dodgers. W grudniu 2015 został asystentem menadżera Andy'ego Greena w San Diego Padres.

## Nagrody i wyróżnienia
| Nagroda/wyróżnienie                    | Lata                                                                  | Źródło |
| 12× All-Star                           | 1987, 1988, 1989, 1990, 1991, 1992 1995, 1996, 1997, 1998, 1999, 2000 | [ 4 ]  |
| Gold Glove Award                       | 1990                                                                  | [ 4 ]  |
| 3× Silver Slugger Award                | 1992, 1996, 1998                                                      | [ 4 ]  |
| Zwycięzca w World Series               | 1989                                                                  | [ 6 ]  |
| AL Rookie of the Year Award            | 1987                                                                  | [ 5 ]  |
| Lou Gehrig Memorial Award              | 1999                                                                  | [ 12 ] |
| Major League Baseball All-Century Team |                                                                       | [ 13 ] |